# Barchi
Koordinaten: 43° 40′ N, 12° 56′ O
Barchi ist ein Ort und eine ehemalige italienische Gemeinde (comune), die aus den Orten San Bartolo, Vergineto und Villa del Monte bestand, mit etwa 956 Einwohnern (Stand 31. Dezember 2016) in der Provinz Pesaro und Urbino in den Marken. Barchi bildet seit 2017 zusammen mit den ehemaligen Gemeinden Orciano di Pesaro, Piagge und San Giorgio di Pesaro die neue Gemeinde Terre Roveresche. Barchi hat eine Fläche von 17,24 km², liegt in einer Höhe von 319 m etwa 26 Kilometer südlich von Pesaro und etwa 24 Kilometer ostsüdöstlich von Urbino und gehört zur Comunità montana del Metauro.